# Johannes Regis
Johannes Regis   (1425 (Gregorià) - Soignies, 1496 (Gregorià)) fou un compositor neerlandès del Renaixement. Va ser un conegut compositor a finals del segle xv, va ser un col·laborador principal del Còdex Chigi i va ser secretari de Guillaume Dufay.
El seu nom verdader era Koninck, que té el mateix significat en flamenc. A jutjar pel que escriu Tinctoris en el pròleg del Exposito manus and Proportionale musices de 1476, degué viure a mitjan segle xv i, segons sembla, restà amb correspondència amb Obrecht. De la seva vida tan sols se'n sap que fou Magister puerorum de la catedral d'Anvers, secretari de Dufay i canonge de Soignies el 1474.
Quant a composicions en la Col·lecció de fragments de misses de Petrucci de Frosombone (1508) s'hi troba el Credo a veus de la missa Village de Regis. En el primer llibre de motets a 5 veus, publicat pel mateix editor, s'hi troben quatre composicions d'aquest gènere del compositor Regis, i en la col·lecció Harmonicé musices Odhecaton, del repetit tipògraf (Venècia, 1503), s'hi pot veure una cançó francesa de Regis. Finalment, en la capella pontifícia de Roma existeixen diverses misses seves, manuscrites.